# 鯉登行一
鯉登 行一（こいと ぎょういち、1891年〈明治24年〉3月27日 - 1972年〈昭和47年〉11月16日）は、日本の陸軍軍人。最終階級は陸軍中将。

## 経歴
本籍群馬県。鯉登行文・陸軍中佐の息子として松山市に生まれる。豊津中学校、熊本陸軍地方幼年学校、中央幼年学校を経て、1912年（明治45年）5月、陸軍士官学校（24期）を卒業。同年12月、陸軍歩兵少尉に任官し歩兵第2連隊付となる。陸士生徒隊付などを経て1924年（大正13年）11月、陸軍大学校（36期）を卒業し歩兵第2連隊中隊長に就任。
1925年（大正14年）12月、参謀本部付勤務となり、参謀本部員に異動し、1928年（昭和3年）3月、歩兵少佐に昇進。1929年（昭和4年）12月、第16師団参謀に就任し、第2師団参謀、歩兵第11連隊付を歴任し、1932年（昭和7年）8月、歩兵中佐に進級。同年12月、歩兵第22連隊付（松山高校配属将校）、留守第14師団参謀、第14師団参謀などを経て、1936年（昭和11年）8月、歩兵大佐に昇進し歩兵第77連隊長に就任した。
1938年（昭和13年）3月、陸軍兵器本廠付となり、1939年（昭和14年）3月、陸軍少将に進級した。翌月、熊本陸軍幼年学校長に就任。1940年（昭和15年）11月、第35歩兵団長として日中戦争に出征した。1941年（昭和16年）11月、陸軍中将に進み第7師団長に親補され終戦まで北海道に駐屯した。太平洋戦争中、第7師団は一部の部隊をガタルカナル島やアッツ島やニューギニア島などに派兵されたが、本隊は無傷のまま本土に残った。この間、師団司令部を旭川から帯広に移転、本土決戦に備えた。唯一の現役師団の指揮を執り、終戦を迎えた。1945年（昭和20年）12月、予備役に編入された。
戦後は公職追放を経て、建設会社の倉庫番となり、戦死した部下の霊を弔う日々であった。生活そのものは清貧であったという。

## 栄典
- 1913年（大正2年）2月20日 - 正八位[7]
- 1941年（昭和16年）12月1日 - 従四位
- 1943年（昭和18年）12月15日 - 正四位

## 親族
- 父 鯉登行文（陸軍中佐（死後進級）正六位勲四等功四級、文久元年11月3日上野国勢多郡に生まれる。1905年3月9日盛京省田義屯付近で戦死）[8]
- 長男 鯉登義夫（陸軍中尉[1]、公明党札幌市議会議員）